# François Laudet
François Laudet (Parijs, 11 november 1958) is een Franse jazzdrummer.

## Biografie
Laudet is als drummer autodidact. Hij werkte vanaf 1979 met Lou Bennett en Philippe Baudoin. In 1982 trad hij met Guy Lafitte op tijdens het traditionele jazzfestival in Breda. Vanaf de jaren 80 werkte hij voornamelijk in bigbands, zoals Claude Tissendier's Saxomania, Ellingtonmania, in de Ornicar Big Band van zijn broer Philippe Laudet, met Gérard Badini's Super Swing Machine en met zijn eigen bigband. Met die bigband bracht hij in 1992 een livealbum uit (The Drummer Is Rich), gevolgd door een Glenn Miller-'tribute' In the Miller Mood (1994). In 1996 kwam Let’s Take Off uit en in 2001 het album Live in Paris.
In 1997 verving Laudet voor een tournee Butch Miles in de Count Basie Orchestra. In 1994 kreeg hij de Prix Sidney Bechet, in 1998 werd zijn groep genomineerd voor een Django d’Or. Hij speelde met Tullia Morand, Michel Pastre, Marc Richard en Olivier Franc. In de jazz was hij van 1979 tot 2011 betrokken bij 54 opnamesessies, hij speelde met o.a. Turk Mauro, François Biensan, Jean-Loup Longnon en Stan Laferriere.